# 高知こどもの図書館
高知こどもの図書館（こうちこどものとしょかん）は、1999年12月に全国初の特定非営利活動（NPO）法人によって設立し運営されている、こどもの本を専門に扱う私立の公共図書館（専門図書館）である。
同館は「認定特定非営利活動法人高知こどもの図書館」が運営し、1999年12月、元県立消費生活センターの1、2階部分に開館した。高知県が場所を提供し、認定NPO法人が運営している。運営資金は会費、事業収入、寄付金などにより賄い、自立性の高い運営を行っている。2019年11月より移転作業のため一時閉館し、2020年4月3日に高知県立公文書館の1階に移転。

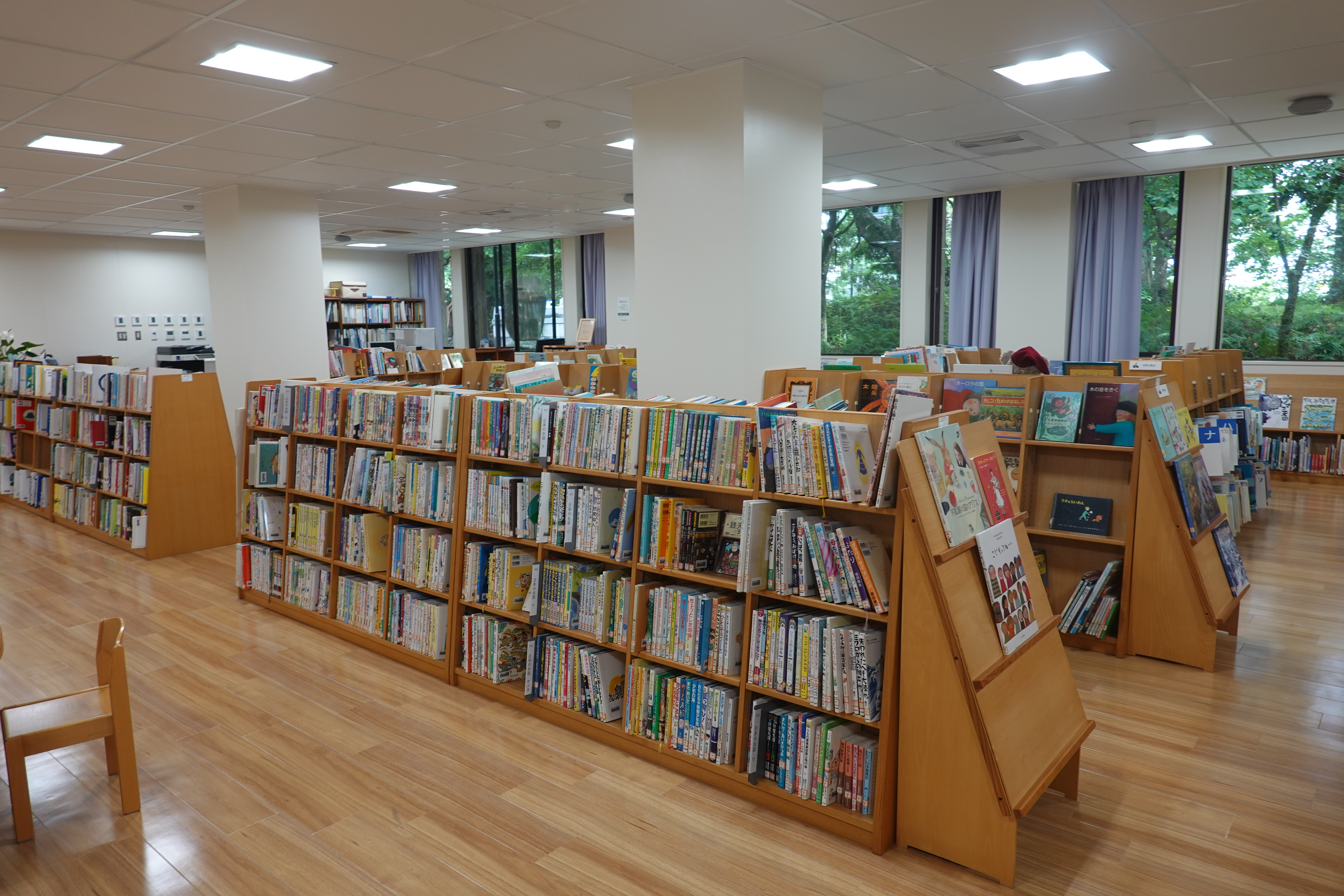
内観
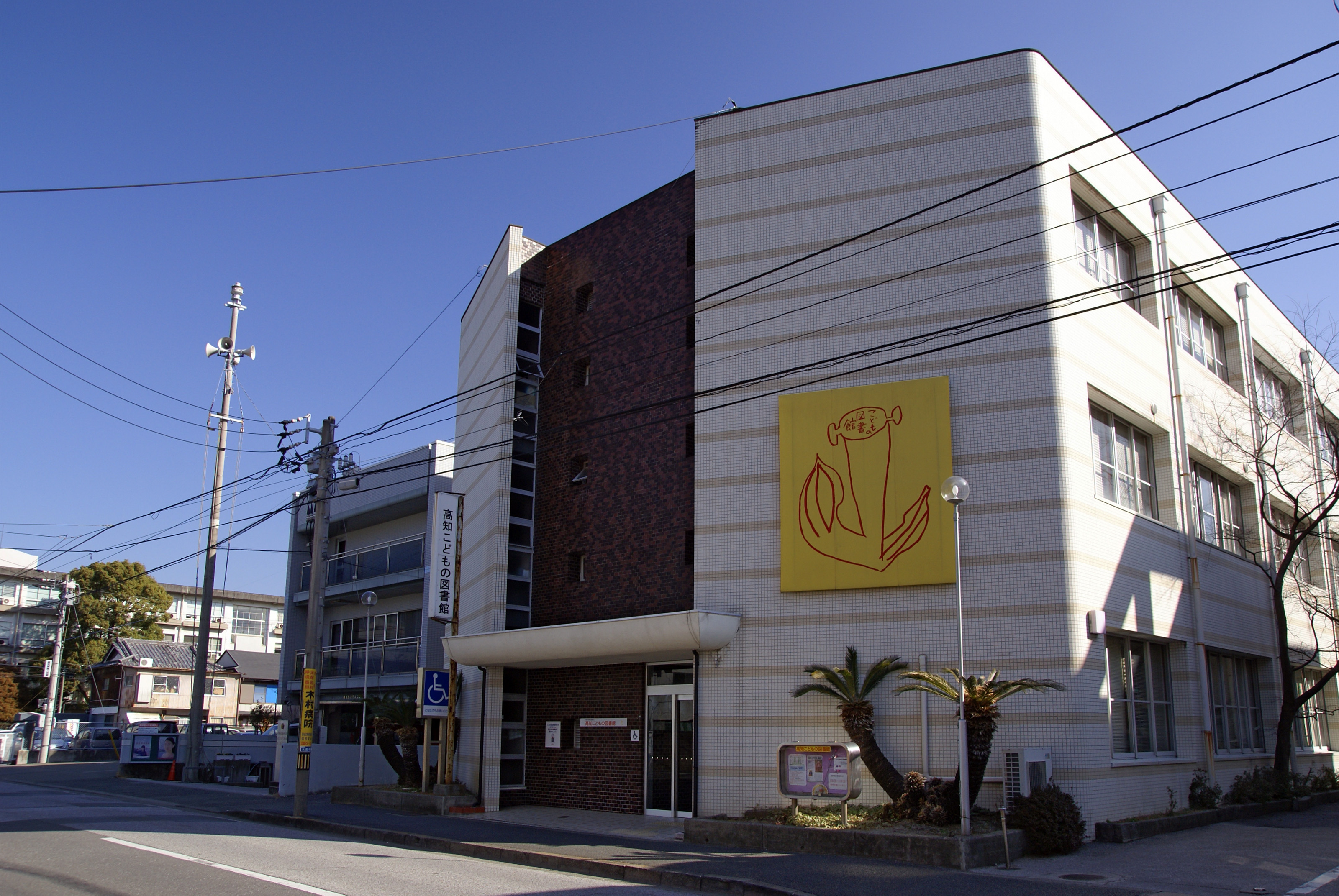
2019年10月までの建物（2008年2月撮影）

## サービス
図書館の入館や利用はだれでも可能であるが、館外貸出には利用者登録が必要である。資料の返却は、カウンターもしくは図書館入口前ポストで可能となっている。
館外貸出
図書：10冊まで。高知市内在住の人は14日間、市外在住の人は１か月以内。
開館時間
金曜日～月曜日：10時00分 - 17時00分
月曜日が祝日の場合も開館。
休館日
火曜日～木曜日、年末年始、館内整理期間

## 参考資料
- 高知こどもの図書館『本・子ども・NPO 高知こどもの図書館5周年記念』南の風社、2005年10月。ISBN 4-86202-004-6。